# High Island (artificiell ö)
High Island är en artificiell ö i Hongkong (Kina).   Den ligger i distriktet Sai Kung, i den nordöstra delen av Hongkong. High Island ligger 19 meter över havet.